# Keyne
Keyne (anche Keane o Ceinwen; ... – Llangeinor, 5 ottobre 490 o 505) è stata una santa (o santo, il conflitto sul sesso è ancora dibattuto) e anacoreta del V secolo venerata in Galles e Cornovaglia.
Appartenente alla leggendaria famiglia reale di Brycheiniog, visse una vita di verginità e pellegrinaggio, fondata sulla fede cristiana. È ricordata per la sua opera di evangelizzazione e per il leggendario potere taumaturgico attribuito alle acque della fonte a lei dedicata.

## Biografia
Keyne sarebbe stata una delle figlie del re Brychan di Brycheiniog, sovrano e patriarca semi-leggendario del Galles meridionale. Le fonti variano sul numero dei figli: alcune riportano 12 figlie, altre, come il De Situ Brecheniauc, parlano di 24 figlie, tutte venerate come sante. La bellezza di Keyne fu, secondo la tradizione agiografica, tale da attirare numerose proposte di matrimonio, che ella rifiutò per consacrarsi interamente a Dio. Per questo motivo, è talvolta indicata con il nome gallese Cain Wyry, "Keyne la Vergine".
Secondo la Vita Sanctae Keynae, una biografia agiografica redatta nel XIV secolo da John of Tynemouth all’interno del suo Sanctilogium Angliae Walliae Scotiae et Hiberniae, la santa condusse una vita errante, fondando oratori e luoghi di culto in diverse regioni. Tra i luoghi associati alla sua predicazione si annoverano:
- Llangeinor, nel Glamorgan centrale
- Llangunnor e Llangain, nel Dyfed
- Rockfield (Llangennon), a Runston nel Gwent

Secondo la leggenda, attraversò poi il fiume Severn e giunse in Cornovaglia, dove visse per anni come eremita nella zona che oggi prende il nome di St Keyne, dove sorgono una chiesa e una fonte sacra in suo onore.
Nel 490, avrebbe visitato il nipote San Cadoc presso St Michael’s Mount, il quale la persuase a tornare in Galles. Secondo alcune versioni della sua vita, si stabilì nuovamente in Glamorgan, dove morì da vergine, forse nel 490 o nel 505, il 5 ottobre. Si ritiene che il luogo della sua morte sia Llangeinor, dove ancora oggi esiste un antico pozzo ritenuto taumaturgico.

## Culto e dediche
Santa Keyne è venerata in varie località del Regno Unito, con numerose chiese, cappelle e pozzi a lei dedicati in Galles Meridionale, Anglesey, Cornovaglia, Somerset ed Hertfordshire.
La sua festa è celebrata in genere l’8 ottobre, sebbene alcuni calendari liturgici riportino anche il 30 settembre.
È tradizionalmente associata al villaggio di St Keyne in Cornovaglia, dove si trova il celebre Pozzo di Santa Keyne. Il Pozzo è ospitato in una struttura di granito eretta nel XVI secolo e ricostruita nel 1936. Una leggenda medievale, poi resa celebre da Robert Southey nel poema The Well of St Keyne (1807), sostiene che la prima persona tra gli sposi a bere l’acqua del pozzo avrebbe avuto la "supremazia" nel matrimonio.
A Santa Keyne è stata attribuita anche la fondazione di Keynsham, nel Somerset. Secondo la leggenda, l’area era infestata da serpenti fino a quando la santa, con una preghiera, li trasformò in pietra, rendendo la terra abitabile. Oggi si ritiene che la storia si riferisca in realtà al ritrovamento di ammoniti fossili. Tuttavia, un miracolo simile è anche attribuito a Sant'Ilda di Whitby, e l’etimologia del toponimo “Keynsham” potrebbe derivare piuttosto da Caega’s Hamm (cioè “terra di Caega”).

## Interpretazioni moderne
Alcuni studiosi del passato, tra cui G.H. Doble e Alban Butler, hanno messo in dubbio la storicità di Santa Keyne, ritenendo improbabile che una donna nel V secolo potesse viaggiare tanto a lungo e fondare così tanti luoghi di culto. Doble arrivò persino a ipotizzare che Keyne potesse essere stata un uomo, teoria condivisa da altri studiosi antiquari. Tuttavia, tale visione è stata criticata da studiosi contemporanei come Jane Cartwright, che la considerano frutto di pregiudizi sessisti nella storiografia, secondo cui i santi maschi sarebbero più “credibili” dei santi femminili.